# Parafia Wniebowzięcia Najświętszej Maryi Panny w Orońsku
Parafia rzymskokatolicka pw. Wniebowzięcia Najświętszej Maryi Panny w Orońsku – jedna z 12 parafii dekanatu szydłowieckiego. 

## Zasięg parafii
Do parafii należą wierni będący mieszkańcami wsi: Dobrut, Guzów, Wólka Guzowska, Chronów-Kolonia, Krogulcza Mokra, Krogulcza Sucha, Orońsko i Śniadków.

## Historia
Parafia została założona 5 marca 1957 przez biskupa Jana Kantego Lorka. W kaplicy w Orońsku, której proboszczem został ks. Józef Janicki. Została utworzona z części parafii w Mniszku i św. Wojciecha w Kowali. Od razu zaczęto starać się o budowę kościoła. Autorami jego projektu byli Władysław Pieńkowski i Konstanty Jankowski. Już w 1959 r. rozpoczęto prace budowlane. Ale rok później musiano ją przerwać. Powodem był brak nadzoru organów państwowych nad budową. W 1967 r. parafia zakupiła trzy dzwony (Maryja Wniebowzięta, Józef, Stanisław). W 1972 r. nowym proboszczem parafii został ks. Zbigniew Zasoń, którego staraniem wznowiono budowę w 1974 r. Rok później przekazano z Watykanu kamień węgielny. Kościół został poświęcony przez bpa Piotra Gołębiowskiego 13 sierpnia 1978 r. Ostateczne, budynek w pełni wyposażono w 1993 r. W 2002 r. nowym proboszczem został ks. Bolesław Mikrut. Kościół jest wybudowany na planie asymetrycznego prostokąta, nawa główna i boczne wyodrębnione są pięcioma wysokimi kolumnami, wykonany jest z kamienia.

## Proboszczowie
- 1957–1972 – ks. Józef Janicki
- 1972–2002 – ks. kan. Zbigniew Zasoń
- 2002 – nadal – ks. kan. Bolesław Mikrut